# Emmanuel Salinger

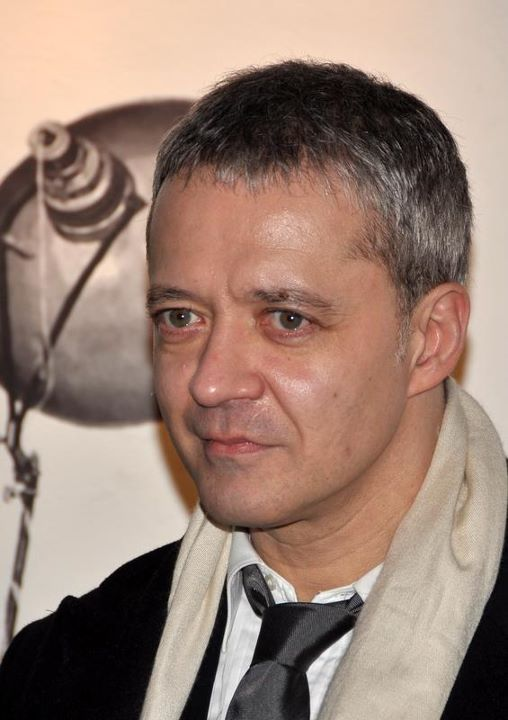
Emmanuel Salinger (2012)

Emmanuel Salinger (* 1964) ist ein französischer Schauspieler.

## Leben
Emmanuel Salinger studierte am Institut des hautes études cinématographiques in Paris Schauspiel. Anschließend spielte er Theater und debütierte in dem 1991 erschienenen und von Arnaud Desplechin inszenierten Drama Das Leben der Toten als Bob O’Madden Burke an der Seite von Thibault de Montalembert und Emmanuelle Devos auf der Leinwand. Mit seiner zweiten Rolle, der Darstellung des Mathias Barillet in Desplechin folgendem Thriller Die Wache, wurde Salinger bei der Verleihung des französischen Filmpreises César 1993 als Bester Nachwuchsdarsteller ausgezeichnet.
Parallel zu seiner Schauspielkarriere unterrichtet Salinger auch am La fémis, Frankreichs größter und bedeutendster Filmhochschule.

## Filmografie (Auswahl)
- 1991: Das Leben der Toten (La vie des morts)
- 1992: Die Wache (La sentinelle)
- 1994: Die Bartholomäusnacht (La reine Margot)
- 1994: Vergiß mich (Oublie-moi)
- 1995: Hundert und eine Nacht (Les cent et une nuit de Simon Cinéma)
- 1995: Vergiß nicht, daß du sterben mußt (N’oublie pas que tu vas mourir)
- 1996: Der schöne Sommer (Le bel été 1914)
- 1996: Ich und meine Liebe (Comment je me suis disputé … (ma vie sexuelle))
- 2000: Haus der dunklen Wünsche (En face)
- 2000: Nelken für die Freiheit (Capitães de Abril)
- 2003: Kleine Wunden (Petites coupures)
- 2008: Unversprochenes Land (Nulle part terre promise)
- 2011: Das Leben gehört uns (La guerre est déclarée)
- 2014: Niemand weiss davon (Les pilules bleues)
- 2016: Das Geheimnis der zwei Schwestern (Planetarium)
- 2016–2017: Un Village Français – Überleben unter deutscher Besatzung (Un village français) (TV-Serie, 7 Folgen)
- 2019: Engrenages (Fernsehserie, 4 Folgen)
- 2023: Geliebte Köchin (La passion de Dodin Bouffant)
- 2023: Mein Leben, mein Ding (Ma vie ma geule)

## Auszeichnung (Auswahl)
- César 1993: Bester Nachwuchsdarsteller für Die Wache